# Wereldkampioenschap superbike van Aragón 2011
Het wereldkampioenschap superbike van Aragón 2011 was de zevende ronde van het wereldkampioenschap superbike en de zesde ronde van het wereldkampioenschap Supersport 2011. De races werden verreden op 19 juni 2011 op het Motorland Aragón nabij Alcañiz, Spanje.

## Superbike

### Race 1
| Pos | Nr  | Rijder           | Constructeur | Rondes | Tijd        | Grid | Punten |
| --- | --- | ---------------- | ------------ | ------ | ----------- | ---- | ------ |
| 1   | 33  | Marco Melandri   | Yamaha       | 20     | 40:01.968   | 1    | 25     |
| 2   | 1   | Max Biaggi       | Aprilia      | 20     | +1.572      | 2    | 20     |
| 3   | 2   | Leon Camier      | Aprilia      | 20     | +2.432      | 3    | 16     |
| 4   | 58  | Eugene Laverty   | Yamaha       | 20     | +10.799     | 6    | 13     |
| 5   | 66  | Tom Sykes        | Kawasaki     | 20     | +10.847     | 5    | 11     |
| 6   | 41  | Noriyuki Haga    | Aprilia      | 20     | +11.931     | 9    | 10     |
| 7   | 17  | Joan Lascorz     | Kawasaki     | 20     | +12.591     | 7    | 9      |
| 8   | 86  | Ayrton Badovini  | BMW          | 20     | +16.954     | 8    | 8      |
| 9   | 91  | Leon Haslam      | BMW          | 20     | +24.205     | 14   | 7      |
| 10  | 11  | Troy Corser      | BMW          | 20     | +24.694     | 16   | 6      |
| 11  | 50  | Sylvain Guintoli | Ducati       | 20     | +24.731     | 10   | 5      |
| 12  | 77  | Chris Vermeulen  | Kawasaki     | 20     | +30.407     | 18   | 4      |
| 13  | 121 | Maxime Berger    | Ducati       | 20     | +34.107     | 15   | 3      |
| 14  | 44  | Roberto Rolfo    | Kawasaki     | 20     | +37.233     | 19   | 2      |
| 15  | 8   | Mark Aitchison   | Kawasaki     | 20     | +43.004     | 12   | 1      |
| 16  | 111 | Rubén Xaus       | Honda        | 17     | +3 ronden   | 17   |        |
| DNF | 84  | Michel Fabrizio  | Suzuki       | 9      | Ongeluk     | 11   |        |
| DNF | 7   | Carlos Checa     | Ducati       | 7      | Ongeluk     | 4    |        |
| DNF | 96  | Jakub Smrž       | Ducati       | 5      | Ongeluk     | 13   |        |
| DNF | 57  | Lorenzo Lanzi    | BMW          | 2      | Uitgevallen | 20   |        |

### Race 2
| Pos | Nr  | Rijder           | Constructeur | Rondes | Tijd        | Grid | Punten |
| --- | --- | ---------------- | ------------ | ------ | ----------- | ---- | ------ |
| 1   | 1   | Max Biaggi       | Aprilia      | 20     | 40:04.407   | 2    | 25     |
| 2   | 33  | Marco Melandri   | Yamaha       | 20     | +4.809      | 1    | 20     |
| 3   | 7   | Carlos Checa     | Ducati       | 20     | +6.944      | 4    | 16     |
| 4   | 84  | Michel Fabrizio  | Suzuki       | 20     | +9.001      | 11   | 13     |
| 5   | 17  | Joan Lascorz     | Kawasaki     | 20     | +11.562     | 7    | 11     |
| 6   | 58  | Eugene Laverty   | Yamaha       | 20     | +14.288     | 6    | 10     |
| 7   | 41  | Noriyuki Haga    | Aprilia      | 20     | +15.138     | 9    | 9      |
| 8   | 2   | Leon Camier      | Aprilia      | 20     | +17.660     | 3    | 8      |
| 9   | 91  | Leon Haslam      | BMW          | 20     | +24.184     | 14   | 7      |
| 10  | 86  | Ayrton Badovini  | BMW          | 20     | +24.676     | 8    | 6      |
| 11  | 50  | Sylvain Guintoli | Ducati       | 20     | +29.300     | 10   | 5      |
| 12  | 8   | Mark Aitchison   | Kawasaki     | 20     | +33.163     | 12   | 4      |
| 13  | 44  | Roberto Rolfo    | Kawasaki     | 20     | +38.080     | 19   | 3      |
| 14  | 77  | Chris Vermeulen  | Kawasaki     | 20     | +49.042     | 18   | 2      |
| 15  | 57  | Lorenzo Lanzi    | BMW          | 20     | +53.156     | 20   | 1      |
| DNF | 111 | Rubén Xaus       | Honda        | 10     | Uitgevallen | 17   |        |
| DNF | 66  | Tom Sykes        | Kawasaki     | 6      | Ongeluk     | 5    |        |
| DNF | 96  | Jakub Smrž       | Ducati       | 4      | Ongeluk     | 13   |        |
| DNF | 121 | Maxime Berger    | Ducati       | 0      | Ongeluk     | 15   |        |
| DNF | 11  | Troy Corser      | BMW          | 0      | Ongeluk     | 16   |        |

## Supersport
| Pos | Nr  | Rijder            | Constructeur | Rondes | Tijd                | Grid | Punten |
| --- | --- | ----------------- | ------------ | ------ | ------------------- | ---- | ------ |
| 1   | 7   | Chaz Davies       | Yamaha       | 18     | 37:06.751           | 4    | 25     |
| 2   | 11  | Sam Lowes         | Honda        | 18     | +0.564              | 3    | 20     |
| 3   | 44  | David Salom       | Kawasaki     | 18     | +4.645              | 2    | 16     |
| 4   | 55  | Massimo Roccoli   | Kawasaki     | 18     | +10.984             | 6    | 13     |
| 5   | 22  | Roberto Tamburini | Yamaha       | 18     | +23.792             | 10   | 11     |
| 6   | 4   | Gino Rea          | Honda        | 18     | +24.009             | 12   | 10     |
| 7   | 99  | Fabien Foret      | Honda        | 18     | +24.297             | 7    | 9      |
| 8   | 127 | Robbin Harms      | Honda        | 18     | +33.850             | 9    | 8      |
| 9   | 117 | Miguel Praia      | Honda        | 18     | +42.657             | 15   | 7      |
| 10  | 21  | Florian Marino    | Honda        | 18     | +42.658             | 11   | 6      |
| 11  | 60  | Vladimir Ivanov   | Honda        | 18     | +56.947             | 17   | 5      |
| 12  | 38  | Balázs Németh     | Honda        | 18     | +1:02.633           | 24   | 4      |
| 13  | 28  | Paweł Szkopek     | Honda        | 18     | +1:06.378           | 16   | 3      |
| 14  | 91  | Danilo Dell'Omo   | Triumph      | 18     | +1:12.983           | 22   | 2      |
| 15  | 10  | Imre Tóth         | Honda        | 18     | +1:21.663           | 23   | 1      |
| 16  | 5   | Alexander Lundh   | Honda        | 18     | +1:23.068           | 14   |        |
| 17  | 114 | Roman Stamm       | Honda        | 18     | +1:36.654           | 21   |        |
| 18  | 33  | Yves Polzer       | Yamaha       | 18     | +2:02.621           | 26   |        |
| 19  | 19  | Mitchell Pirotta  | Honda        | 18     | +2:05.646           | 27   |        |
| 20  | 24  | Eduard Blokhin    | Yamaha       | 17     | +1 ronde            | 28   |        |
| DNF | 23  | Broc Parkes       | Kawasaki     | 15     | Ongeluk             | 1    |        |
| DNF | 9   | Luca Scassa       | Yamaha       | 14     | Ongeluk             | 5    |        |
| DNF | 69  | Ondřej Ježek      | Honda        | 13     | Uitgevallen         | 18   |        |
| DNF | 34  | Ronan Quarmby     | Triumph      | 12     | Uitgevallen         | 19   |        |
| DNF | 31  | Vittorio Iannuzzo | Kawasaki     | 11     | Uitgevallen         | 13   |        |
| DNF | 25  | Marko Jerman      | Triumph      | 10     | Uitgevallen         | 25   |        |
| DNF | 87  | Luca Marconi      | Yamaha       | 3      | Uitgevallen         | 20   |        |
| DNF | 77  | James Ellison     | Honda        | 2      | Ongeluk             | 8    |        |
| DNQ | 73  | Oleg Pozdneev     | Yamaha       | 0      | Niet gekwalificeerd |      |        |

## Tussenstanden na wedstrijd

### Superbike
| Pos | Nr | Rijder         | Team    | Punten |
| --- | -- | -------------- | ------- | ------ |
| 1   | 7  | Carlos Checa   | Ducati  | 261    |
| 2   | 1  | Max Biaggi     | Aprilia | 218    |
| 3   | 33 | Marco Melandri | Yamaha  | 195    |
| 4   | 58 | Eugene Laverty | Yamaha  | 146    |
| 5   | 2  | Leon Camier    | Aprilia | 125    |

### Supersport
| Pos | Nr | Rijder       | Team     | Punten |
| --- | -- | ------------ | -------- | ------ |
| 1   | 7  | Chaz Davies  | Yamaha   | 105    |
| 2   | 23 | Broc Parkes  | Kawasaki | 85     |
| 3   | 44 | David Salom  | Kawasaki | 71     |
| 4   | 9  | Luca Scassa  | Yamaha   | 70     |
| 5   | 99 | Fabien Foret | Honda    | 65     |

2011 · 2012 · 2013 · 2014 · 2015 · 2016 · 2017 · 2018 · 2019 · 2020 (I) · 2020 (II) · 2021 · 2022 · 2023 · 2024 · 2025